# سیدل بروک (نیوجرسی)
سیدل بروک (به انگلیسی: Saddle Brook) شهری در ایالت نیوجرسی کشور ایالات متحده آمریکا است که جمعیت آن در سرشماری سال ۲۰۱۰ میلادی، ۱۳٬۶۵۹ نفر بوده‌است.